# Chevry-sous-le-Bignon
Chevry-sous-le-Bignon is een gemeente in het Franse departement Loiret (regio Centre-Val de Loire) en telt 201 inwoners (1999). De plaats maakt deel uit van het arrondissement Montargis.

## Geografie
De oppervlakte van Chevry-sous-le-Bignon bedraagt 7,4 km², de bevolkingsdichtheid is 27,2 inwoners per km².
De onderstaande kaart toont de ligging van Chevry-sous-le-Bignon met de belangrijkste infrastructuur en aangrenzende gemeenten.

## Demografie
Onderstaande figuur toont het verloop van het inwonertal (bron: INSEE-tellingen).